# Gudröd jaktkonung

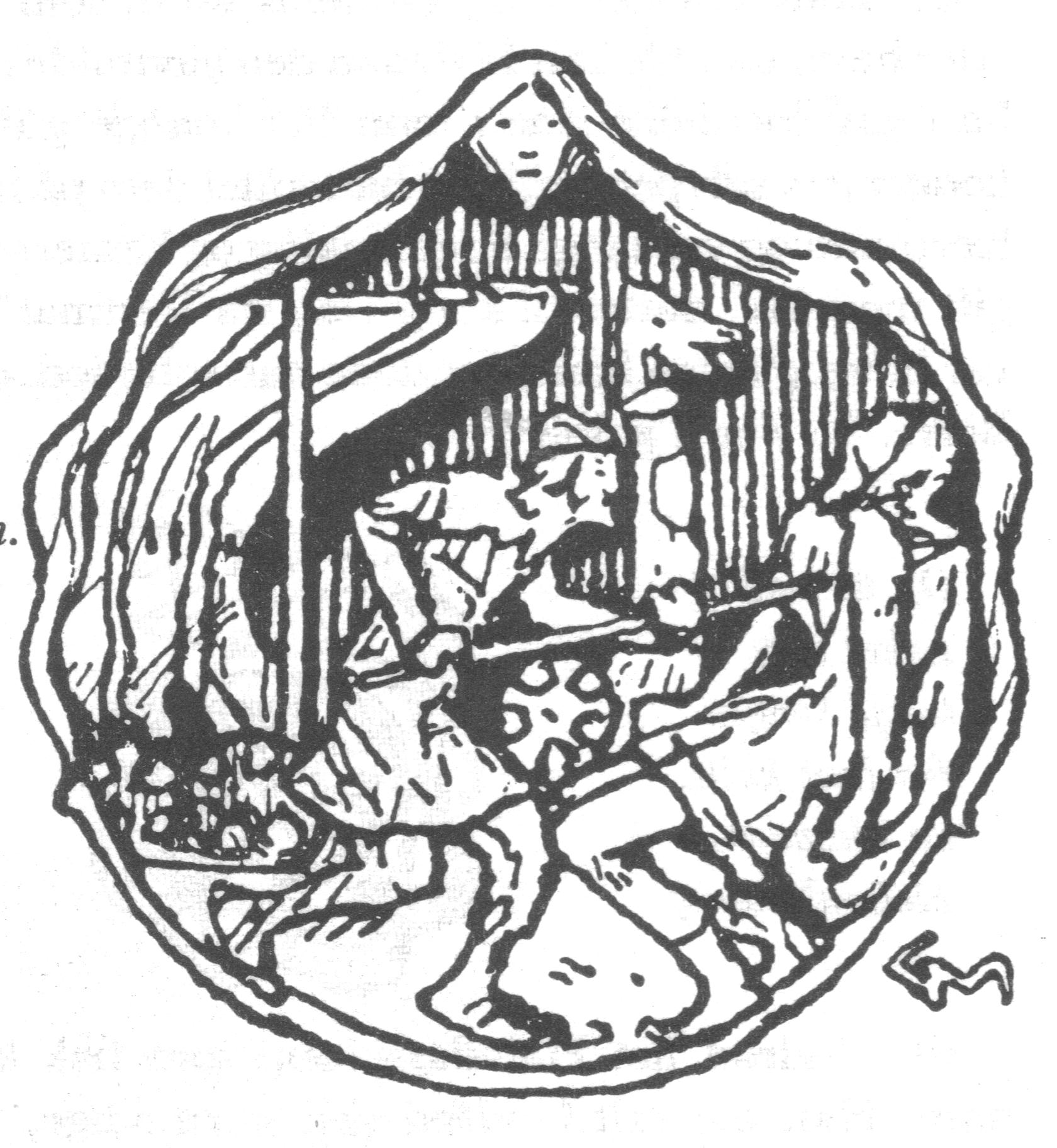
Mordet på Gudröd. Teckning av Gerhard Munthe, 1899.

Gudröd jaktkonung (fornvästnordiska Guðröðr veiðikonungr, av veiðr, ”jakt, fångst”) var en norsk småkung under 700-talets senare hälft och 800-talets början. Enligt Snorre Sturlassons Ynglingasaga skall han även ha haft tillnamnet ”den stolte” eller ”den högmodige” (hinn mikilláti).

## Biografi
Gudröd var son till Halvdan den milde och matsnåle som härskade över Vestfold och Romerike. Gudröd övertog riket efter sin far och utökade det genom ett strategiskt gifte med prinsessan Alvhild (Álfhildr), som förde halva Vingulmark i boet. Det motsvarar ungefär dagens Østfold. Alvhild var dotter till kung Alvaren (Álfarinn) av Alvheimar – så kallades enligt Snorre landet mellan Raumälven (nedre delen av Glomma) och Göta älv. Med Alvhild hade Gudröd sonen Olav Geirstadalv (Ólafr Geirstaðaálfr).
Efter Alvhilds död ville Gudröd gifta om sig och skickade då sändemän till kung Harald rödskägg (Haraldr hinn granrauði) i Agder för att fria till dennes dotter Åsa, men Harald svarade blankt nej. Då blev Gudröd gramse och överföll med sitt folk kung Harald, som tillsammans med sonen Gyrd (Gyrðr) dödades i striden. Haralds gård plundrades och Åsa togs tillfånga. Hon blev nu tvångsgift med Gudröd och födde honom senare sonen Halvdan, som skulle bli Harald hårfagres far.
När Halvdan var ett år gammal höll Gudröd dryckeslag på sitt skepp som låg i Stíflusund. Kungen var mycket drucken när han vacklade ned för landgången för att lämna skeppet, skriver Snorre. Då genomborrades han av ett spjut. Lönnmördaren, som genast blev dräpt, visade sig vara drottning Åsas skosven. Hon dolde inte att det var hon som hade anstiftat mordet för att hämnas. Detta omtalas i Ynglingasagan, kapitel 48 (53), och lönnmordet på Gudröd är också nämnt i Tjodolfs Ynglingatal, stroferna 49–50, liksom i Historia Norvegiæ.

## Historicitet
Gudröd jaktkonung nämns i flera genealogier, i synnerhet dem som rör Harald hårfagres härstamning. I inledningen till Are Torgilssons Íslendingabók står exempelvis: ”Sveakungen Olof trätäljas son Halvdan vitben, kung av Opland, var far till Östen fjärt, far till Halvdan den milde och matsnåle, far till Gudröd jaktkonung, far till Halvdan den svarte, far till Harald hårfagre, den förste av sin ätt som var ensam konung över hela Norge.” Av samtliga genealogier framgår att Gudröd härstammade från den svenska Ynglingaätten.
Det har länge varit känt att Gudröd jaktkonung är en ”konglomeratperson”, som hämtat drag från flera olika håll. Dessa sammanblandningar har av allt att döma skett tidigt och är svåra att reda ut i efterhand. En gissning är att det bakom tillnamnen ”den högmodige” och ”jaktkonungen” skulle dölja sig två kungar, den ene i Opland och den andre i Vestfold. Namnparet Gudröd (Godfraidh) och Olav (Amhlaeibh) förekommer också i en genealogi över norska vikingar i Dublin. Enligt denna skulle Olav år 871 ha begivit sig till Norge för att hjälpa sin far Gudröd vars rike hotades av krig.
Historikern P.A. Munch identifierade Gudröd med den danske kungen Godfred (Godofridus), död 810, som omtalas av både Saxo (Götrik) och i frankiska källor. I så fall skulle den norske Gudröd ha uppträtt som erövrare i Danmark. Godfred blev också enligt några källor lönnmördad på ett sätt som påminner om mordet på Gudröd enligt Snorre.
Munchs teori, att Gudröd och Godfred skulle ha varit samme person, har dock inte vunnit genomslag. Likheterna förklaras i stället vara fritt flytande sägenmotiv vilka kunnat knytas till än den ene, än den andre.